# Il maestro di violino/Domenica
Il maestro di violino/Domenica è un singolo di Domenico Modugno pubblicato dalla Carosello (catalogo CI 20404) nel 1975.

## Il disco
Il singolo anticipa l'album L'anniversario (Carosello, CLN 25066), che uscirà l'anno seguente.
Entrambi i brani sono scritti interamente da Domenico Modugno, il quale fece firmare la musica a Pippo Caruso per i diritti della SIAE.
Il brano sul lato B (del disco) è la sigla finale del programma televisivo Un colpo di fortuna.

## Tracce

### Lato A
1. Il maestro di violino – 3:30

### Lato B
1. Domenica (sigla di Un colpo di fortuna) – 3:40

## Musicisti
- Domenico Modugno – voce
- Pippo Caruso – direzione orchestrale